# Dom Mody Telimena
Dom Mody Telimena – polski dom mody założony na początku 1957 roku w Łodzi. 
Jeden z najstarszych domów mody w Polsce. Na początku swojej działalności firma zajmowała się projektowaniem i szyciem sukni balowych i koktajlowych. Pierwszy Salon Telimeny powstał przy ulicy Piotrkowskiej 78 w Łodzi, później sklepy sieci Telimena działały w całej Polsce.
„Telimenę” założyła w 1957 roku projektantka mody – Krystyna Depczyńska. Modelkami Domu Mody Telimena były m.in.: Miss Polonia 1957 Alicja Bobrowska, Miss Polonia 1958 Zuzanna Cembrowska, I wicemiss Polonia 1958 Krystyna Zajkowska, Ewa Maria Morelle, Miss Polonia 1983 Lidia Wasiak, Wicemiss Polonia 1983 Gabriela Kotkowiak, Miss Polonia 1984 Magdalena Jaworska, I Wicemiss Polonia 1984 Joanna Karska, II Wicemiss Polonia 1984 Elżbieta Mielczarek, Hanna Wilczyńska, Iwona Bielas, Elżbieta Pilarska, Jadwiga Kempara, Katarzyna Kaźmierczak, Małgorzata Niemen.
Firma produkuje kolekcje ubrań m.in. dla: Polskich Linii Lotniczych LOT, WARS, straży miejskiej, sieci Douglas, Philip Morris Polska.
Oprócz produkcji odzieży służbowej, Telimena S.A. brała udział w produkcji umundurowania. Dodatkowo zajmuje się szyciem tóg prawniczych.

## Filmografia
- 2006: film dokumentalny dla TVP1 Szafa polska 1945-1989[6].